# قراص

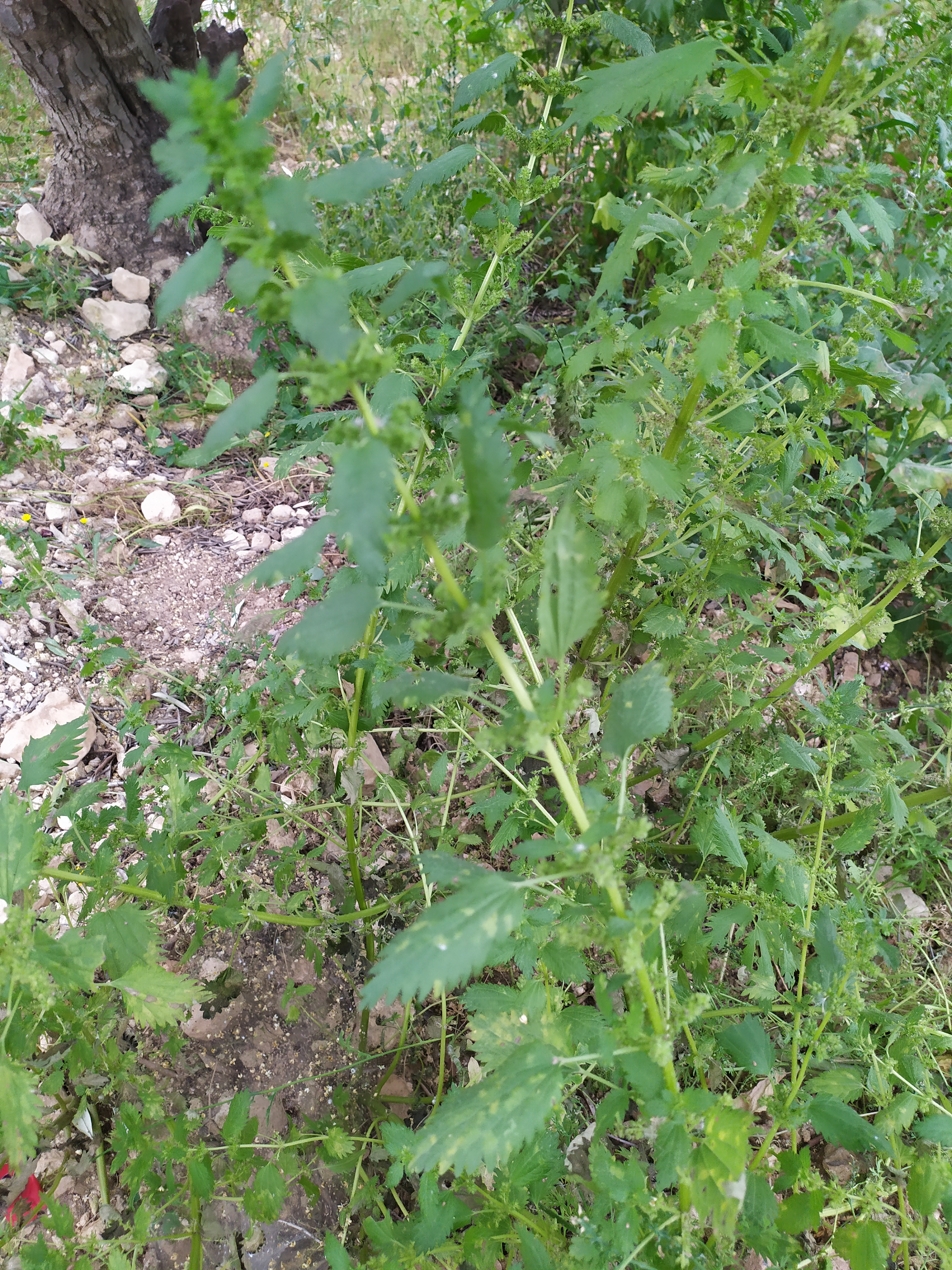
نبات القراص(قريص)

القُرَّاص (بالإنجليزية: Urtica)‏ هو جنس من كاسيات البذور ضمن عائلة القراصية. يُطلق عليها أيضًا اسم قُرَّيْص أو الأنْجُرة أو حُرَّيْق.

## من أنواع القراص الواطنة في الوطن العربي
- القراص الثألولي (باللاتينية: Urtica pilulifera) في بلاد الشام ومصر المغرب العربي ومعظم مناطق أوروبا
- القراص ثنائي المسكن (باللاتينية: Urtica dioica) في بلاد الشام ويتبعه أنوعة:

- القراص ثنائي المسكن نويع ثنائي المسكن (باللاتينية: Urtica dioica L. subsp. dioica) في بلاد الشام:* القراص ثنائي المسكن نويع الكردستاني (باللاتينية: Urtica dioica subsp. kurdistanica) في بلاد الشام

- القراص الحارق (باللاتينية: Urtica urens)، ينتشر في الوطن العربي ومعظم مناطق العالم.
- القراص الغشائي (باللاتينية: Urtica membranacea) في بلاد الشام والمغرب العربي وبعض مناطق شمال حوض المتوسط
- القراص الكييفي (باللاتينية: Urtica kioviensis) في بلاد الشام ومعظم مناطق شرق أوروبا
- القراص الهش (باللاتينية: Urtica fragilis) في بلاد الشام وتركيا

## من أنواعه الأخرى
- القراص الرقيق (باللاتينية: Urtica gracilenta)، ينتشر في أمريكا الشمالية.
- القراص القنبي (باللاتينية: Urtica cannabina)، ينتشر في غرب ووسط آسيا.